# Stenoptilia gratiolae
Stenoptilia gratiolae là một loài bướm đêm thuộc họ Pterophoridae. Nó được tìm thấy ở Jordan, Nga (European part, Siberia, Caucasus), Ukraina (Crimea), Bulgaria, România, Hungary, Serbia, Áo, Slovakia, Croatia, Ý, Pháp, Bỉ, Đức, Ba Lan, Thụy Điển và Nauy.
Sải cánh dài 19–22 mm.
Ấu trùng ăn Gratiola officinalis.